# 黄山口乡
黄山口乡，是中华人民共和国河南省驻马店市泌阳县下辖的一个乡镇级行政单位。

## 行政区划
黄山口乡下辖以下地区：
安庄村、上周村、安淳李村、周陈村、沈庄村、耿庄村、下罗村、崔湾村、山庄村和石仁河村。